# L'Ambassadeur : Chantage en Israël
Pour plus de détails, voir Fiche technique et Distribution.
L'Ambassadeur : Chantage en Israël (The Ambassador) est un film américain réalisé par J. Lee Thompson et sorti en 1984. Il s'agit d'une adaptation du roman Fifty-Two Pickup d'Elmore Leonard.

## Synopsis
Peter Hacker, nouvellement nommé Ambassadeur des États-Unis en Israël tente de ramener la paix au moyen-orient par des moyens non conventionnels mais est la cible d'attaques voulant le mettre hors d'état de nuire. Il manque d'être tué mais est sauvé par le chef de la sécurité Frank Stevenson.

## Fiche technique
Sauf indication contraire, les informations mentionnées dans cette section peuvent être confirmées par la base de données cinématographiques IMDb,  présente dans la section « Liens externes ».
- Titre français : L'Ambassadeur : Chantage en Israël
- Titre original : The Ambassador
- Réalisation : J. Lee Thompson
- Scénario : Ronald M. Cohen et Max Jack, d'après le roman 52 Pick-Up d'Elmore Leonard
- Musique : Dov Seltzer
- Directeur de la photographie : Adam Greenberg
- Montage : Mark Goldblatt
- Décors : Yoram Barzilai
- Costumes : Emily Draper et Tami Mor
- Effets spéciaux : Yoram Pollack
- Producteurs : Yoram Globus et Menahem Golan
  - Producteur associé : Itzik Kol
- Société de production : Northbrook Films
- Distribution : Cannon Film Distributors
- Pays de production :  États-Unis
- Langue originale : anglais
- Format : couleur - 1.85:1 - 35 mm son mono (Ryder Sound Services)
- Genre : action
- Durée : 97 minutes
- Dates de sortie :
  - France : 23 mai 1984 (présentation au marché du film du festival de Cannes)
  - États-Unis : 11 janvier 1985

## Distribution
- Robert Mitchum (VF : Jean-Claude Michel) : Peter Hacker
- Ellen Burstyn (VF : Martine Messager) : Alex Hacker
- Rock Hudson (VF : Raymond Loyer) : Frank Stevenson
- Fabio Testi : Mustapha Hashimi
- Donald Pleasence (VF : Philippe Dumat) : le ministre Eretz
- Chelli Goldenberg : Rachel
- Michal Bat-Adam : Tova
- Ori Levy (VF : Jean Violette) : Abe
- Yftah Katzur (VF : Jean-Pierre Leroux) : Lenny

## Autour du film
- À l'époque de la sortie du film, le comédien Jean-Claude Michel était non seulement la voix française régulière de Robert Mitchum mais aussi celle de Rock Hudson. Ne pouvant doubler ces deux acteurs apparaissant dans ce même film, il assure finalement la voix de Mitchum tandis que Hudson est doublé par Raymond Loyer.
- C'est le dernier film de Rock Hudson qui décéda quelques mois après, en octobre 1985.